# Amir Ghafour
 Amir Ghafour (6 de junho de 1991) é um jogador de voleibol do Irã, tendo representado a Seleção Iraniana de Voleibol Masculino por 41 vezes, 11 delas em campeonatos do mundo.
A nível de clubes representa o Barij Essence.

## Seleção
Representou a selecção iraniana no 17º campeonato asiático, no ano de 2013 (1º lugar), na Liga Mundial de 2013, onde a sua selecção se classificou em 9º lugar e na Copa dos Campeões de Voleibol Masculino de 2013 com um 5º lugar.
Em 2016, representou seu país na sua primeira participação no voleibol nos Jogos Olímpicos de Verão no Rio de Janeiro, que ficou em 8º lugar.